# Arthur von der Groeben (Politiker)
Arthur Johann Wolfgang Albrecht Wilhelm Graf von der Groeben (* 17. Februar 1812; † 5. Januar 1893 in Ponarien) war Majoratsherr auf Ponarien, Rechtsritter des Johanniterordens, preußischer Premierleutnant a. D., Mitglied des Preußischen Herrenhauses auf Lebenszeit und Provinziallandtagsabgeordneter des Kreises Mohrungen.
Er hatte sich am 3. September 1837 mit Auguste Freiin von Dörnberg (1815–1876) verheiratet. Sie war eine Tochter des hannoverschen Generalleutnants Wilhelm von Dörnberg (1768–1850). Aus dieser Ehe gingen elf Kinder hervor, darunter der spätere preußische Generalleutnant Harald von der Groeben (1856–1926).